# As Bruxas de Westfield (trilogia)
As Bruxas de Westfield é uma trilogia de aventuras fantásticas, escrita pela jovem autora brasileira, Gabriela Diehl.
Os três livros da série são: As Bruxas de Westfield, As Bruxas de Westfield e o Reino Desconhecido, e As Bruxas de Westfield e a Profecia das Estrelas - este, sem data de lançamento. No Brasil, a série é publicada pela Giz Editorial.

## Livros

### "As Bruxas de Westfield"
Na história, um grupo de adolescentes resolve investigar uma série de assassinatos sem explicações, na tranquila cidade de Westfield. O que eles vão descobrir, é que só poderão decifrar este mistério, utlizando magia.

### "As Bruxas de Westfield e o Reino Desconhecido"
Uma eterna briga entre As Bruxas e As Fadas, surgirão nesta trama. O grupo de adolescentes têm nas mãos uma pedra mágica, que as bruxas cobiçam para dominar o mundo. Estes então, travarão uma batalha com as Fadas e os adolescentes, usando a temida magia negra e poderes sobrenaturais.

### "As Bruxas de Westfield e a Profecia das Estrelas"
No terceiro e último livro da série, novos vilões e personagens surgem. Um dos integrantes do grupo de adolescentes, que some, retorna muito diferente e furioso. Os segredos e magias da trilogia serão revelados, e o mundo sobrenatural, extinto.

## Inspirações
Em várias entrevistas cedidas a eventos, Gabriela Diehl disse que as principais escritoras que influênciaram suas obras foram: Agatha Christie, autora da obra-prima "The Murder of Roger Ackroyd" ; Meg Cabot, famosa pela série "O Diário da Princesa" e JK Rowling , autora da famosa e premiada série, "Harry Potter".

## Prêmios
Com o sucesso da trilogia, a jovem escritora foi homenageada no Prêmio Jovem Brasileiro 2010 e no mesmo ano, foi convidada para fazer parte da Academia Metropolitana de Letras, Artes e Ciência